# Волче (Толмин)
Волче (словен. Volče) — поселення в общині Толмин, Регіон Горишка, Словенія. Висота над рівнем моря: 178 м. Розміщене на правому березі річки Соча.